# Волеміс
Волеміс (Volemys) — рід гризунів із родини щурові (Arvicolidae), близький до азійської групи Alexandromys Ognev.
Представники цього роду є ендеміками Китаю.

## Історія опису і таксономія
Рід описано лише 1990 року при ревізії «сірих полівок» з триби Arvicolini.
Раніше представників цього роду відносили до Microtus sensu lato («полівка» в шир. розум.). Загалом рід, ймовірно, є близьким до азійської групи Alexandromys Ognev (шапарка).
До цього роду відносяться два види:
- Volemys millicens (Thomas, 1911) — волеміс сичуанський[1],
- Volemys musseri (Lawrence, 1982) — волеміс массеровий[2].

В оригінальному описі роду (Загороднюк, 1992) і кількох подальших оглядах до цього роду відносили також ще два види:
- «нориця» тайванська (Microtus kikuchii = Alexanrdromys kikuchii),
- «нориця» кларкова («Microtus» clarkei).

## Зображення
Зображення представників роду можна знайти на небагатьох ресурсах. Одна з серій зображень Volemys kikuchii вміщена на сайті «Mammals'Planet» (з фото тварин). Зображення з описом є також на
Beszamel i spółka bez ograniczeń [Архівовано 29 жовтня 2013 у Wayback Machine.].
Зображення черепа та скелета Volemys kikuchii є на азійських електронних ресурсах (напр.:)